# Kosmologická konstanta
Kosmologická konstanta, značka Λ (velká lambda), je fyzikální konstanta, kterou dočasně zavedl Albert Einstein pro uvedení výpočtů své obecné teorie relativity do souladu se stacionární teorií vesmíru. Později byla znovuzavedena pro hypotetickou temnou energii zrychlující rozpínání vesmíru.

## Einsteinova konstanta
Albert Einstein roku 1915 publikoval svou obecnou teorii relativity, která vytvářela nový pohled na vesmír, kde prostor a čas tvoří jednotný časoprostor zakřivený gravitací. Z této teorie však vyplývalo, že by vesmír působením gravitace kolaboval, což bylo v rozporu s tehdejší představou stacionárního vesmíru, tedy vesmíru, který je ve svém celku v podstatě stálý a neměnný. Einstein proto roku 1917 do svých rovnic přidal kosmologickou konstantu, která vyrovnávala působení gravitace.
Řada vědců v následujících letech zpochybnila teorii stacionárního vesmíru a formovala se teorie rozpínajícího se vesmíru, která se zakládala zejména na pozorování tzv. rudého posuvu u elektromagnetického záření pocházejícího ze vzdálených galaxií. Na začátku třicátých let Einstein přijal tuto teorii a publikoval ve spolupráci s Willemem de Sitterem aktualizovaný model s opuštěním kosmologické konstanty. Podle tvrzení George Gamowa, které napsal později ve svých pamětech, označil Einstein kosmologickou konstantu za svůj největší omyl („botu“, biggest blunder).

## Konstanta zrychleného rozpínání
Moderní kosmologie však kosmologickou konstantu znovu oživuje v souvislosti se zjištěním, že se rozpínání vesmíru zrychluje, jak se zdá na základě přesných měření rychlosti vzdalování vzdálených galaxií. Tento jev je vysvětlován existencí hypotetické, blíže neznámé temné energie, která je rovnoměrně konstantně rozložená ve vesmíru. Nedochází tedy k jejímu ředění expanzí vesmíru a její relativní podíl na celkové energii vesmíru s časem roste. Kosmologická konstanta je nejjednodušší teorií temné energie.
Dnešní základní představa o vesmíru se nazývá standardní kosmologický model neboli model ΛCDM, jehož název je kombinací symbolu pro kosmologickou konstantu – temnou energii a zkratky pro cold dark matter, studenou temnou hmotu.